# 平愛梨
平愛梨（日语：／ Taira Airi，1984年12月12日—），日本女演員。出身於日本兵庫縣明石市，身高155公分，體重42公斤，隸屬於VISION FACTORY。世田谷區立駒澤中學校、北豐島高等學校（通信制）畢業。丈夫為足球運動員長友佑都。弟弟平慶翔是前演員、現地方政治家；妹妹平祐奈也是演員。

## 概要
因崇拜歌手安室奈美惠而踏入藝能界。1999年，15歲時參加『チャンスの殿堂!』中DA PUMP的妹妹角色甄選，從8000人的評選中獲得最高獎，正式出道。
出道十年來參與作品不多，且在2008年前未主演過任何一部作品。
2008年，參加大片「20世紀少年」女主角「遠藤神乃」演出者選拔，在3000人中成功得到資格。參加前，她剪掉了40公分的及腰長髮配合角色造型，若落選便認真考慮從藝能界引退。心底長久的使命感放下後，她高興到哭了出來：「真的感謝大家選了我，真的感謝」。
2017年1月，與長友佑都結婚。2018年2月5日，於義大利誕下第一子。2019年8月13日，於土耳其誕下第二子。2021年4月，他们的第三个孩子於法國出生。2023年5月，第四位孩子出生。

## 人物
- 擅長古典芭蕾，鋼琴，以及琉球風格的舞蹈。
- 松本人志和安室奈美惠的大崇拜者。在2000年5月松本主持的「HEY！×HEY！×HEY！」在首次出演的時候，開心到流淚。

## 戲劇作品

### 電影
- ドリームメーカー（1999年）－飾演 杉浦愛
- ダブルス（2001年）－飾演 カズミ
- 棒たおし!（2003年）－飾演 紺野小百合
- 笑う大天使（日语：ミカエル）（2006年）－飾演 更科柚子
- 20世紀少年 第1章（2008年）－飾演 遠藤神乃
- 20世紀少年 第2章 最後的希望（2009年）－飾演 遠藤神乃
- 20世紀少年 最終章 我們的旗幟（2009年）－飾演 遠藤神乃
- 惡女羅曼死（2012年）－飾演 マコ
- 咒怨：最終章（2015年）－主演 生野麻衣

### 電視劇
- 3年B組金八先生 第6季（2001年10月－2002年3月、TBS）－飾演 笹岡あかね
- 偵探家族（2002年7月－9月、日本電視台）－飾演 戶倉真帆
- 獅子老師（2003年10月－12月、讀賣電視台）－飾演 江成桃子
- 3年B組金八先生 第7季 第11話（2005年1月7日、TBS）－客串 笹岡あかね
- 美食偵探王2 第8話（2007年6月2日、日本電視台）－客串 原田奈緒子
- 花樣少年少女（2007年7月－9月、富士電視台）－飾演 阿部野繪里香
- 花樣少年少女〜畢業式＆7又1/2話特別劇（2008年10月12日、富士電視台）－飾演 阿部野繪里香
- RESET 第4話（2009年2月5日、日本電視台）－客串 志村まどか
- 周五Prestige・内田康夫旅情夏季懸疑 岡部警部系列4 空棘魚殺人事件（2009年11月27日、富士電視台）－飾演 一條萬里子
- 行列48時間（2009年10月－11月、NHK）－飾演 沙也加
- 獸醫杜立德 第3話（2010年10月31日、TBS）－客串 門田星奈
- 3年B班金八老師Final（2011年3月27日、TBS）－飾演 笹岡あかね
- 神南署安積班4 第9話（2011年6月6日、TBS）－客串 矢吹香織
- Piece Vote（2011年7月－9月、日本電視台）－飾演 岩見サキ
- 推理要在晚餐後 第8話（2011年12月6日、富士電視台）－客串 木崎麻衣
- 幸福送行者 第5話（2012年2月9日、TBS）－客串 繪里香
- 敏行快跑（2012年7月－9月、朝日電視台）－飾演 大嚴花
- 東京全力少女 第5話－第7話（2012年11月7日－11月21日、日本電視台）－客串 尾崎亞紀
- 幫助屋☆陣八 第1話（2013年1月10日、讀賣電視台）－客串 大野真由美
- 黑貓靈異花店（2013年10月－11月、NHK BS Premium）－主演 日向清香
- 東京下町古書店（2013年10月－12月、日本電視台）－飾演 堀田亞美
- 警察大學校 日丸教授的事件筆記（2014年7月9日、東京電視台）－飾演 寺西杏子
- 棟居刑事的黑色祭（2015年3月14日、朝日電視台）－飾演 芦原涼香
- 檢察官・朝日奈耀子17（2016年4月9日、朝日電視台）－飾演 長澤結衣

### 廣告
- 明治製菓 QUN（2000年2月）
- 樂敦製藥 ロートZiリセ（2000年3月）
- 好侍食品 六甲のおいしい水（2000年4月）
- 樂敦製藥 キャンパスリップ（2001年）
- 學校法人大原學園（2004年 - 2006年）
- ASIAN2「Country Road」プロマーシャル（2007年8月）
- 史克威爾艾尼克斯「最終幻想水晶編年史 時之回聲」（2009年1月）
- JAL　idea.JAL「お客さま代表」篇、「ハワイ」篇（2009年6月）
- SUNTORY ジョッキのみごたえ辛口<生>（2010年2月 - 10月）
- 興和 アノンコーワ（2010年9月）
- GLAY 「JUSTICE」 / 「GUILTY」（2013年1月）
- 金冠堂 キンカン（2013年4月 - 2016年）
- 湖池屋 ポテのん（2013年8月 - 2014年）
- SEVEN Card Service nanaco（2014年3月 - 2016年）
- 資生堂（2014年4月 - 2016年）
- 日本麥當勞 東京ローストビーフバーガー（2017年）
- 花王メリット（2019年 - 2020年） - 與長友佑都共演
- Nepia Whito（2019年）
- SIROK N organic（2022年8月 - 2023年）
- coca 「coca、行こっか」篇（2024年10月18日 - ）- 與平祐奈共演

## 作品

### 單曲
- wish（2000年4月12日） - 明治製菓「QUN」CM廣告歌曲

### 錄像／DVD
- The 1st.（2005年2月25日、Livedoor）
- アイドル・ワン 平愛梨 あいりんく（2005年5月20日、Line Communications）

## 書籍

### 寫真集
- あい・たい - 平愛梨1st.写真集（2005年2月、彩文館出版）

## 外部連結
- RISINGPRODUCTION Artist プロフィール 平愛梨 （页面存档备份，存于）
- 平愛梨的X（前Twitter）
- 平愛梨的Instagram帳戶 （页面存档备份，存于） (harikiri_tairi) - Instagram